# Ask.fm
ask.fm war eine Website, um Fragen an Benutzer zu stellen. Ein Nutzerkonto für das Stellen und Beantworten von Fragen war nötig, jedoch nicht zur alleinigen Ansicht von Profilen. Die Seite ging am 16. Juni 2010 online, eine Anmeldung war über die Website selbst, Facebook, Twitter oder Vkontakte.ru möglich. Der Sitz der Website war zunächst in Riga, ab November 2014 in Irland. Im Juli 2015 hatte das Portal 160 Millionen Mitglieder. Gegründet wurde ask.fm von Ilja Terebin, Mark Terebin und Oskar Liepins.

## Aufbau
Auf der Benutzerseite konnte man dem jeweiligen Benutzer eine Frage stellen, ähnlich wie bei Tellonym, das Beantworten war freiwillig. Zum Stellen von Fragen war ein Benutzerkonto seit Juni 2015 obligatorisch, jedoch konnte weiterhin ausgewählt werden, ob der fragende Benutzer anonym bleibt oder nicht. Das nachträgliche Löschen von beantworteten Fragen war ebenfalls möglich. Die Frage erschien erst, wenn sie vom Benutzer beantwortet worden war. Seit Mai 2011 bestand auch die Möglichkeit, mit einem Video auf die Frage zu antworten. Auch gab es die Möglichkeit, ein Bild als Antwort zu verwenden. Dazu zählten seit März 2014 auch animierte GIFs. Der AlexaRank der Website lag im Januar 2015 bei 204. Fragen konnten auch über die mobilen Applikationen (App) von ask.fm gestellt oder beantwortet werden. Diese waren im App Store für Apple-iOS-Geräte und im Google Play Store für Android-Geräte verfügbar. Mit dieser App war ebenfalls das Aufnehmen von Fotos oder Videos zusätzlich zur Textantwort möglich.

### Cyber-Mobbing
Nachdem die Webseite mit Cyber-Mobbing und mehreren Teenagerselbstmorden in Verbindung gebracht wurde, bei denen die Täter die Anonymität des Dienstes nutzten, um ihre Opfer zu bedrängen, versuchte man im Januar 2015 mit einem safety advisory board gegenzusteuern.

## Neuer Besitzer und Änderung des Sitzes
Am 3. November 2014 veröffentlichte die Website ein Statement, in dem bekannt wurde, dass das Unternehmen einen neuen Besitzer habe und nach Irland verlegt werde. Daher änderten sich die Nutzungsbedingungen und die Datenschutzrichtlinie.

„Ask.fm hat einen neuen Besitzer und wird bald nach Irland verlegt. Nach dem Umzug werden die Dienste von Ask.fm Europe, Ltd. angeboten werden, die für Ihre Daten verantwortlich sein wird. Wenn du weiterhin die Dienste nutzt, erklärst du dich mit unserer neuen Datenschutzrichtlinie, Cookies-Richtlinie und den neuen Nutzungsbedingungen einverstanden.

Sei versichert, dass du weiterhin den gleichen großartigen Service und die Funktionen kostenlos erhalten wirst.“

Der neue Besitzer war die InterActiveCorp, zu der auch Tinder gehört.

## Einstellung
Am 1. Dezember 2024 ging ask.fm vom Netz. Begründet wurde dies mit zuletzt rückläufigen Nutzerzahlen.

## Belege
1. ↑  Steve O’Hear: Ask.fm adds video answers to its European Formspring auf techcrunch.com (englisch), 16. Mai 2011, abgerufen am 3. März 2014
2. ↑  http://ain.ua/2016/07/04/657976
3. ↑  Steve O’Hear: Ask.fm Claims It’s Overtaken Q&A Giant Formspring auf techcrunch.com (englisch), 27. Juni 2012, abgerufen am 3. März 2014
4. 1 2   Company Ask.fm (Memento vom 3. März 2014 im Internet Archive) auf ask.fm, abgerufen am 9. Juli 2015
5. ↑  Laura Kenins: Latvian Web site at center of cyber-bullying inquiry auf baltictimes.com (englisch), 14. November 2012, abgerufen am 3. März 2014
6. ↑   Datenschutzrichtlinie (Memento vom 3. März 2014 im Internet Archive) auf ask.fm, abgerufen am 3. März 2014
7. ↑  Ask.fm auf CrunchBase (englisch), abgerufen am 3. März 2014
8. ↑  commander@giga: Ask.fm bringt Videoantworten (Memento vom 10. November 2013 im Internet Archive) auf GIGA Software, 16. Mai 2011, abgerufen am 3. März 2014
9. ↑  Ask.fm Site Info (Memento des Originals vom 26. April 2013 im Internet Archive)  Info: Der Archivlink wurde automatisch eingesetzt und noch nicht geprüft. Bitte prüfe Original- und Archivlink gemäß Anleitung und entferne dann diesen Hinweis. auf Alexa Internet (englisch), abgerufen am 11. Januar 2015
10. 1 2  Rhiannon Williams: "Ask.fm forms safety advisory board" Telegraph vom 15. Januar 2015
11. ↑  Nicola Harley:"Polish girl, 16, found dead at school after complaints of racist bullying after moving to Cornwall" Telegraph vom 18. Mai 2016
12. ↑   Zusammenfassung der Änderungen an der Datenschutzrichtlinie und den Nutzungsbedingungen von ask.fm (Memento vom 5. November 2014 im Internet Archive) auf ask.fm, abgerufen am 4. November 2014
13. ↑  Anton Romanychenko: Closure Notice: the platform to be deactivated December 1, 2024. In: About ASKfm. 22. Oktober 2024, archiviert vom Original am 29. November 2024; abgerufen am 25. November 2024 (amerikanisches Englisch).